# Hermann von Blomberg
Paul Hermann von Blomberg (* 5. Juni 1836 in Bromberg; † 15. Oktober 1924 in Berlin) war ein preußischer General der Infanterie.

## Leben

### Herkunft
Hermann war ein Sohn des preußischen Majors Ludwig von Blomberg (1803–1892) und dessen Ehefrau Amalie, geborene von dem Borne (1807–1851). Drei seiner Brüder schlugen ebenfalls eine Militärkarriere in der Preußischen Armee ein.

### Militärkarriere
Blomberg besuchte Gymnasien in Posen und Stargard sowie die Kadettenhäuser in Kulm und Berlin. Anschließend wurde er am 26. April 1853 als Sekondeleutnant dem Kaiser Franz Grenadier-Regiment der Preußischen Armee überwiesen. Nach einer Kommandierung zur Garde-Pionier-Abteilung wurde er Anfang November 1857 Adjutant des Füsilier-Bataillons und in dieser Eigenschaft Mitte Dezember 1860 zum Premierleutnant befördert. Anfang Oktober 1861 folgte eine Kommandierung auf ein Jahr zum Garde-Schützen-Bataillon und während des mobilen Verhältnisses anlässlich des Krieges gegen Dänemark war Blomberg vom 7. Mai bis zum 3. Juni 1864 Kompanieführer beim Ersatz-Bataillon des 4. Garde-Grenadier-Regiments „Königin“. In gleicher Eigenschaft war er anschließend bis Ende Juni 1864 zum I. Bataillon im 2. Garde-Grenadier-Landwehr-Regiment in Hamm kommandiert. Nach weiteren Kommandierungen beim III. Bataillon im 1. Garde-Grenadier-Landwehr-Regiment sowie als Adjutant bei der Kommandantur in Berlin übernahm Blomberg mit Beginn des Krieges gegen Österreich 1866 die Führung der 9. Kompanie in seinem Stammregiment. Er führte sie in den Schlachten bei Soor sowie Königgrätz und wurde für sein Verhalten mit dem Roten Adlerorden IV. Klasse mit Schwertern ausgezeichnet.
Unter Versetzung in das 4. Ostpreußische Grenadier-Regiment Nr. 5 wurde Blomberg am 10. März 1870 als Adjutant beim Generalkommando des II. Armee-Korps kommandiert und mit Beginn des Krieges gegen Frankreich zum Major befördert. Er nahm an den Schlachten bei Gravelotte und Champigny, den Belagerungen von Metz und Paris sowie den Gefechten bei Salins, Fresne und Pontarlier teil. Blomberg erhielt beide Klassen des Eisernen Kreuzes und wurde am 1. Januar 1872 als Kommandeur des I. Bataillons im 1. Großherzoglich Hessischen Infanterie-(Leibgarde-)Regiment Nr. 115 nach Darmstadt versetzt. Bis Mitte Juni 1879 stieg er zum Oberst auf, bevor man ihn am 21. Oktober 1879 unter Stellung à la suite mit der Führung des 1. Magdeburgischen Infanterie-Regiments Nr. 26 beauftragte. Vom 11. Dezember 1879 bis zum 13. Juli 1885 war er Regimentskommandeur, wurde anschließend zunächst mit der Führung der 39. Infanterie-Brigade in Hannover beauftragt und am 16. September 1885 als Generalmajor zum Brigadekommandeur ernannt. Am 12. Juli 1888 beauftragte man Blomberg mit der Führung der 5. Division in Frankfurt (Oder). Er war als Generalleutnant vom 19. September 1888 bis zum 19. Oktober 1891 Kommandeur dieses Großverbandes. Anschließend zum Kommandierenden General des II. Armee-Korps ernannt, wurde er in dieser Stellung anlässlich des Ordensfestes im Januar 1892 mit dem Kronen-Orden I. Klasse ausgezeichnet und Ende des Monats zum General der Infanterie befördert. Im September des Folgejahres war er in Vertretung des Kaisers zur Kranzniederlegung anlässlich der Enthüllung des Denkmals für Wilhelm I. nach Bromberg kommandiert. Nach den Herbstmanövern zeichnete Wilhelm II. ihn am 12. September 1895 mit dem Großkreuz des Roten Adlerordens mit Eichenlaub und Schwertern am Ringe aus. Unter Stellung à la suite des Kaiser Franz Garde-Grenadier-Regiments Nr. 2 wurde Blomberg in Genehmigung seines Abschiedsgesuches am 6. Januar 1898 mit der gesetzlichen Pension zur Disposition gestellt.
Der Kaiser würdigte ihn am 13. September 1911 durch die Verleihung des Verdienstordens der Preußischen Krone.

### Familie
Blomberg hatte sich am 20. September 1860 in Buddendorf mit Hedwig von Kleist (1840–1926) verheiratet. Aus der Ehe gingen mehrere Kinder hervor, darunter der Sohn Hermann (1869–1894), der an Typhus verstarb.